# Proiectarea motoarelor prin similitudine
Proiectarea motoarelor prin similitudine este cel mai des procedeu folosit la proiectarea unui motor cu ardere internă nou, în care se folosește ca reper un motor deja existent de aceeași clasă, reprezentând modelul de preferință, urmând ca performanțele tehnice ale acestuia să fie depășite de motorul nou proiectat, ca rezultat al promovării soluțiilor științifice și tehnice moderne și al sporirii ponderii deținute de cercetarea experimentală. Proiectarea prin similitudine se bazează pe identificarea motorului proiectat cu motorul model, pe baza diagramei indicate, a soluțiilor constructive de principiu, a parametrilor de reglaj, etc. De obicei se stabilește între cele două motoare, cel proiectat și modelul, o similitudine geometrică sau mecanică.

## Similitudine geometrică
Pentru motoarele similare din punct de vedere geometric, organele au aceeași formă constructivă iar dimensiunile modificate la o scară k.
Dacă D și S reprezintă dimensiunile fundamentale ale motorului model, motorul nou proiectat va avea dimensiunile:
D* = k D
S* = k S
Cilindreea motorului proiectat se va calcula după expresia:
Vs* = 10-6 π D*2 S* / 4
Rezultă că:
Vs* = k3 Vs.
Raportul dintre cursă și diametru are aceeași valoare la ambele motoare (Ψ* = S* / D* = Ψ), ca și raportul dintre raza manivelei și lungimea bielei (λ* = r* / l* = λ)

## Similitudine mecanică
Pentru a se respecta și similitudinea mecanică, organele omoloage ale celor două motoare trebuie să fie construite din aceleași materiale și solicitate identic.
Turațiile motoarelor similare geometric și mecanic se află în raport invers raportului dintre dimensiunile lor.